# Blood In, Blood Out (Album)
Blood In, Blood Out ist das zehnte Studioalbum der US-amerikanischen Thrash-Metal-Band Exodus. Es erschien am 14. Oktober 2014 über Nuclear Blast und markierte die erneute Rückkehr von Sänger Steve Souza.

## Entstehung
Bereits seit 2012 arbeiteten die beiden Gitarristen Gary Holt und Lee Altus an neuen Liedern. Insbesondere Holt wurde dabei immer wieder unterbrochen, da er zur selben Zeit bei der Band Slayer für den erkrankten und später verstorbenen Jeff Hanneman aushalf. Im Oktober 2013 nahm sich Gary Holt eine halbjährige Auszeit, um das Songwriting für das neue Exodus-Album voranzutreiben. Insgesamt schrieb Gary Holt neun Lieder und Lee Altus zwei.
Die Aufnahmen fanden in den Goats 'R Us Ranch & Studios in Briones statt. Gleich zu Beginn der Aufnahmen kam es zum Streit zwischen Sänger Rob Dukes und den anderen Bandmitgliedern über den Klang des Albums. Laut Gitarrist Gary Holt hatte Dukes eine gegensätzliche Meinung als die anderen Musiker. Schließlich musste Rob Dukes die Band verlassen. Zum Zeitpunkt von Dukes Rausschmiss hatte er bis auf einen Titel den Gesang für alle Lieder bereits aufgenommen. Gitarrist Lee Altus beschrieb Dukes’ Gesang in einem Interview so, als wenn Dukes von einem Textblatt abgelesen hätte. Als Nachfolger wurde Dukes’ Vorgänger Steve Souza zurückgeholt. Souza war laut Gary Holt nicht die erste Wahl. Nachdem Holt Souza ein paar neue Lieder und die dazugehörigen Texte übersandte stand Souza wenige Stunden später mit der Band im Proberaum. Da alle Beteiligten mit dem Ergebnis zufrieden waren, wurde Souzas Rückkehr beschlossen.
Auf dem Album arbeitete die Band mit einigen Gastmusikern zusammen. Prominentester Gastmusiker ist der Metallica-Gitarrist Kirk Hammett, der bis 1983 selbst bei Exodus spielte. Hammett war zuvor lediglich auf dem Exodus-Demo „Whipping Queen“ zu hören und spielte auf Blood In, Blood Out ein Gitarrensolo bei dem Lied „Salt the Wound“. Testament-Sänger Chuck Billy ist bei dem Lied „BTK“ zu hören. Dan the Automator steuerte das Intro des Liedes „Black 13“ bei. Schließlich sang Anthony „Rat“ Martin von der Band The Varukers bei dem Lied „Protect Not Dissect“ mit, einer Coverversion eines Varukers-Liedes. Mit „Angel of Death“ von der Band Angel Witch wurde eine weitere Coverversion aufgenommen, bei der Tom Hunting den Großteil der Gesangsaufnahmen übernahm. Dieser Bonustrack ist nur digital erhältlich. Das Albumcover wurde von Pär Olofsson entworfen.

## Hintergrund
Der Albumtitel ist laut Gary Holt keine Anspielung auf den Sängerwechsel von Rob Dukes zu Steve Souza. Vielmehr handelt es sich um einen Begriff aus der Gangsprache.

„Wenn man einer Gang beitritt, wird man von den Mitgliedern übel zusammengeschlagen, wenn man sie später wieder verlässt, passiert einem das Gleiche. Der Ein- und Austritt wird mit Blut bezahlt. Das passt irgendwie zu Exodus. Wir sehen uns auch als Gang und haben über die Jahre einiges an Blut vergossen.“

Das Titellied „Blood In Blood Out“ ist eine Reverenz an den verstorbenen ersten Exodus-Sänger Paul Baloff. Das Lied „BTK“ handelt von dem Serienmörder Dennis Rader. Rader, der sich selbst als BTK-Killer bezeichnete, hatte zwischen 1974 und 1991 mindestens zehn Menschen getötet. Die Abkürzung BTK steht für „Bind, Torture, Kill“ („fesseln, foltern, töten“), die Art, in der der BTK-Mörder seine Opfer behandelte. Erst im Jahre 2005 wurde Rader verhaftet und zu einer zehnfachen lebenslangen Freiheitsstrafe verurteilt.

## Rezeption

### Rezensionen
Colin Brinker vom Onlinemagazin Metal.de bewertete Blood In, Blood Out mit der Höchstnote, da „sich auf dem Album alle Stärken der Band wiederfinden und partiell noch gesteigert wurden“. Das Songwriting wäre „im Vergleich zu den Vorgängeralben weniger komplex und episch“, kommt dafür „aber knackiger auf den Punkt“ und „klingt fokussierter“. Thomas Kupfer vom deutschen Magazin Rock Hard schrieb in seiner Rezension, dass Souzas Gesang der Band „deutlich mehr Charakter verpasst“ und hob den „organischen Sound“ hervor. Da Exodus „auch 2014 zur Speerspitze der Extreme-Metal-Bands gehöre“ vergab Kupfer neun von zehn Punkten.

### Chartplatzierungen
Blood In Blood Out wurde in der ersten Woche nach der Veröffentlichung in den USA etwa 8800 Mal verkauft. Damit erreichte die Band Platz 38 in den US-amerikanischen Albumcharts, gleichzeitig die bis dato höchste Chartplatzierung im Heimatland der Band. In Deutschland erreichte das Album Platz 29, in der Schweiz Platz 30, in Österreich Platz 38 und im Vereinigten Königreich Platz 71.

## Titelliste
1. Black 13 (6:21) (Gary Holt)
2. Blood In Blood Out (3:42) (Holt)
3. Collateral Damage (5:27) (Holt)
4. Salt the Wound (4:24) (Holt)
5. Body Harvest (6:28) (Jack Gibson, Lee Altus, Steve Souza)
6. BTK (6:56) (Holt)
7. Wrapped in the Arms of Rage (4:30) (Holt)
8. My Last Nerve (6:10) (Holt)
9. Numb (6:14) (Holt)
10. Honor Killings (5:42) (Altus)
11. Food for the Worms (6:23) (Holt)

### Bonustrack der japanischen CD-Veröffentlichung
1. Protect Not Dissect (3:16) (Anthony Martin, Paul Miles)

### Bonustrack von digitalen Veröffentlichungen
1. Angel of Death (4:38) (Kevin Heybourne)

### Coverversionen
- Protect Not Dissect ist eine The-Varukers-Coverversion. Das Lied wurde ursprünglich 1985 auf dem Album One Struggle One Fight veröffentlicht.
- Angel of Death ist eine Angel-Witch-Coverversion. Das Lied wurde ursprünglich 1980 auf dem Album Angel Witch veröffentlicht.